# Pitcairnia lokischmidtiae
Pitcairnia lokischmidtiae là một loài thực vật có hoa trong họ Bromeliaceae. Loài này được Barthlott & Rauh miêu tả khoa học đầu tiên năm 1987.